# Listy Klemensa
Listy Klemensa – teksty zaliczane do apokryfów Nowego Testamentu; przez Kościół koptyjski uznawane za kanoniczne. Listy są przypisywane Klemensowi Rzymskiemu, biskupowi Rzymu w latach 88-97.

## Pierwszy List Klemensa
Napisany w imieniu Kościoła rzymskiego przez sekretarza Klemensa do Kościoła w Koryncie wkrótce po prześladowaniach Domicjana (96-97 n.e.). List został wysłany z powodu wewnętrznych podziałów i niezgody w Kościele korynckim. Klemens interweniował w imię Kościoła rzymskiego i apelował o przywrócenie pokoju, harmonii i porządku. W dokumencie tym Klemens daje dowód znajomości filozofii stoickiej i mitologii greckiej oraz daje cenny obraz wczesnego Kościoła, organizacji, przekonań i praktyki.

## Drugi List Klemensa
Traktat (homilia) przypisywany Klemensowi Rzymskiemu, lecz napisany ok. 150 r. n.e. Zawiera cytaty z Ewangelii Mateusza oraz z Ewangelii Łukasza. Może być pierwszym antygnostycznym pismem powstałym w Egipcie. Wskazuje na piekło jako na konsekwencję odrzucenia Chrystusa i wyboru złego życia.

## Listy do dziewic
Dwa apokryficzne listy przypisywane Klemensowi, w rzeczywistości zredagowane prawdopodobnie dopiero w III wieku. Skierowane są do kobiet i mężczyzn wiodących ascetyczny tryb życia, występując przeciwko wspólnemu zamieszkiwaniu osób poświęconych służbie Bogu.

## Wydania polskie
Przekłady obu Listów do Koryntian i Listów do dziewic:
- (w:) Pisma mężów apostolskich : Klemensa Rzymskiego, Ignacego i Polikarpa biskupów: przytem dzieje męczeństwa dwóch ostatnich i list do Dyogneta, Kasper Borowski, 1897, Warszawa[6].

Przekłady obu Listów do Koryntian:
- (w:) Pisma ojców apostolskich: nauka dwunastu apostołów, Barnaba, Klemens Rzymski, Ignacy Antiocheński, Polikarp, Hermas. Arkadiusz Lisiecki (przekł.), Jan Sajdak (red. nacz.). Poznań: Fiszer i Majewski Księgarnia Uniwersytecka, 1924, seria: Pisma Ojców Kościoła, tom I[7].

- (w:) Pierwsi świadkowie. Pisma Ojców Apostolskich. Anna Świderkówna (przekł.), Marek Starowieyski (oprac.). Kraków: Wydawnictwo „M”, 1998, seria: Biblioteka Ojców Kościoła 10. ISBN 83-87243-21-3. Brak numerów stron w książce